# Buhlerei
Buhlerei ist eine veraltete und poetische Bezeichnung für ein Liebesverhältnis. Im neueren Sprachgebrauch wird darunter die zeitweise übereifrige Werbung um jemandes Gunst verstanden. Ein Nebenbuhler ist eine Person, die sich zur gleichen Zeit mit einem anderen Menschen um die Liebe und Zuneigung einer Person oder aber um ein Amt oder einen Rang bewirbt.

## Etymologie
Als Buhlen bezeichnete man laut den Brüdern Grimm in deren Wörterbuch der deutschen Sprache einen vertrauten Menschen, einen lieben Verwandten. Es heißt dort: „buhle wurde ehemals aber, auszerhalb dem liebesverhältnis, in traulicher anrede oder zuschrift auch unter nahen verwandten, zumal vornehmer und fürstlicher geschlechter gebraucht, fast im sinne von bruder, schwager, vetter, liebde, oder wie wir heute mit freund oder lieber, trauter, liebes herz! anreden.“ Später wird Buhle eher als
Galan und Liebhaber definiert. Das Universal-Lexikon der Gegenwart und Vergangenheit von 1857 definiert Buhlerei als „das Bestreben, das sinnliche Wohlgefallen Anderer, bes. den Geschlechtstrieb des anderen Geschlechts, durch Handlungen, Mienen, Kleidung etc. auf sich zu lenken u. zu reizen.“

## Buhlerei in der Literatur
Im Theaterstück Jedermann von Hugo von Hofmannsthal wird die Rolle der Geliebten des Protagonisten als Buhlschaft bezeichnet.
In Johann Wolfgang von Goethes Ballade Der König in Thule geht es um einen goldenen Becher, den der Monarch von seiner Buhle erhielt.